# Сильвер, Адам
Адам Сильвер (англ. Adam Silver; род. 25 апреля 1962 года в Нью-Йорке) — адвокат и комиссар Национальной баскетбольной ассоциации (НБА). Занял свой пост 1 февраля 2014 года .

## Ранние годы
Родился в еврейской семье, на севере  Нью-Йорка.  С ранних лет болел за команду Национальной баскетбольной ассоциации «Нью-Йорк Никс» .

## Карьера в НБА
25 октября 2012 года Дэвид Стерн объявил, что сложит с себя полномочия комиссара НБА 1 февраля 2014 года. Своим преемником на этом посту он назвал Адама Сильвера.

## Основные события в НБА во время руководства Сильвера
- Расовый скандал с участием Дональда Стерлинга[англ.].